# 이유진 (탁구 선수)
이유진은 대한민국 제일합섬 소속의 탁구 선수였다. 1994년 중공 천진 아시아선수권대회에서 단체 은메달을 획득했다.